# Pieter Floriszoon

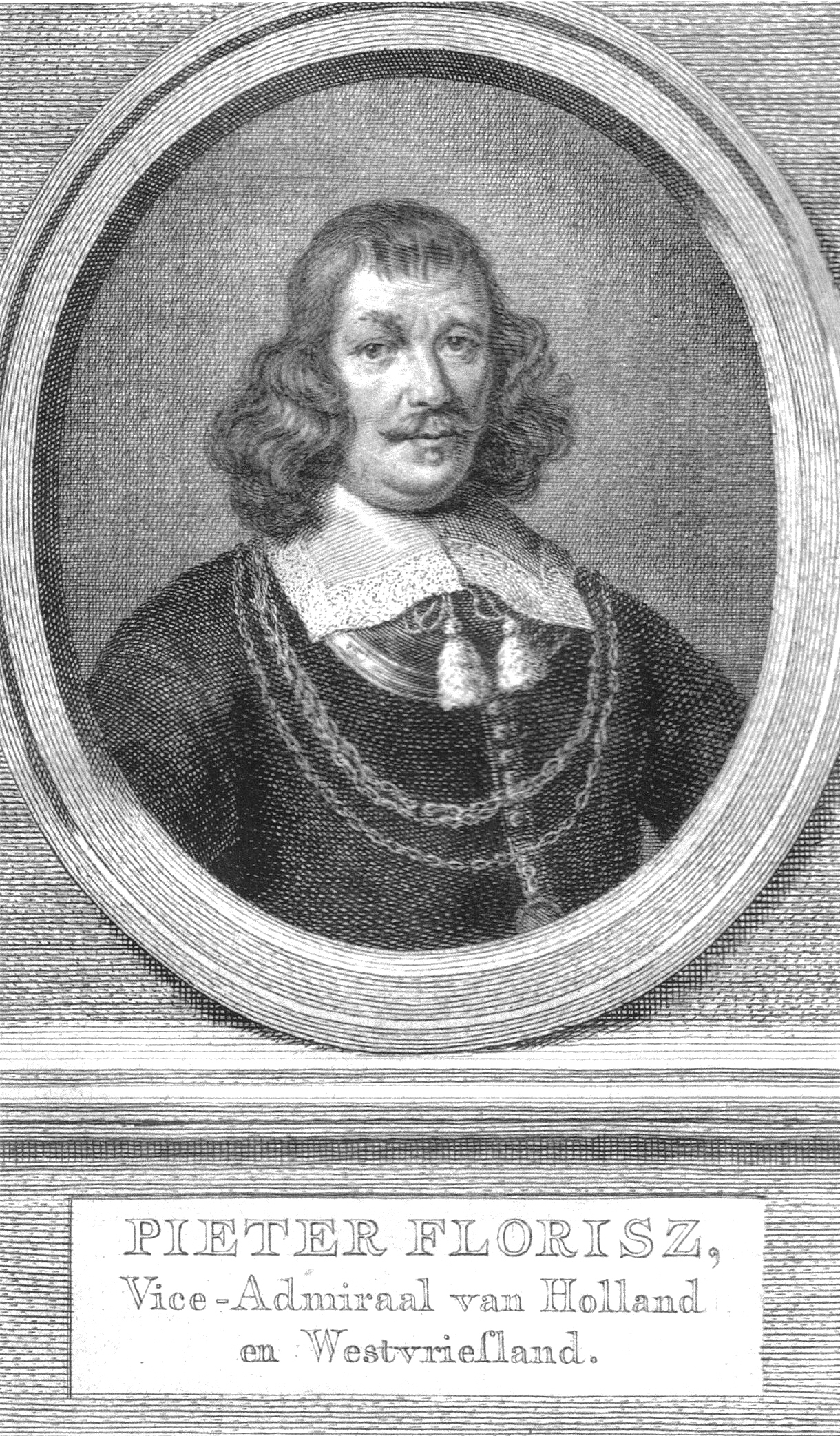
Pieter Florisse, etsning av Jacob Houbraken.

Pieter Floriszoon eller Pieter Florisse, född omkring 1605, död 8 november 1658, var en nederländsk sjömilitär.
Floriszons tidiga liv är okänt, men 1652 och 1653 utmärkte han sig vid upprepade tillfällen som schoutbynacht i kriget mot England och befordrades till viceamiral. Han undsatte sedermera det av svenskarna belägrade Danzig och var på hösten 1658 en av Jacob van Wassenaer Obdams underbefälhavare i slaget i Öresund men stupade där, när han avslog svenskarnas äntringsförsök.

Porträtt på amiral Pieter Floriszoon, cirka 1656-1658.